# Eremochroa paradesma
Eremochroa paradesma là một loài bướm đêm trong họ Noctuidae.